# Ерба
Ерба (итал. Erba) је насеље у Италији у округу Комо, региону Ломбардија.
Према процени из 2011. у насељу је живело 16431 становника. Насеље се налази на надморској висини од 281 м.

## Становништво
| 1936. | 1951.  | 1961.  | 1971.  | 1981.  | 1991.  | 2001.  | 2011.  |
| ----- | ------ | ------ | ------ | ------ | ------ | ------ | ------ |
| 8.745 | 10.971 | 12.175 | 15.636 | 16.286 | 16.005 | 16.374 | 16.503 |